# Helmeczi Frigyes
 Helmeczi (Heuthaler) Frigyes (Budapest, 1913. december 19. – 1984) magyar válogatott jégkorongozó, edző. Ötszörös magyar bajnok jégkorongozó. Az 1936-os téli olimpián, az 1938-as és 1939-es világbajnokságokon, valamint az 1939-es téli főiskolai világbajnokságon képviselte Magyarországot. Edzőként legnagyobb sikerét a Kinizsinél érte el, de dolgozott a magyar válogatott szövetségi kapitányaként is. A Magyar Jégkorong Szövetség 2015-ben beválasztotta a magyar jégkorong sport Hírességek Csarnokába (Hall of Fame).